# Mipomersén
Mipomersén es un medicamento indicado en el tratamiento de la hipercolesterolemia familiar. Es un oligonucleótido antisentido que actúa uniéndose a la secuencia del ARN mensajero que codifica la ApoB 100, evita de esta forma la formación de la proteína ApoB 100 y por tanto de la lipoproteína de muy baja densidad (VLDL). Su empleo fue aprobado por la Administración de Alimentos y Medicamentos de Estados Unidos (FDA) en 2013. Se administra una vez a la semana por vía subcutánea.

## Presentación y vía de administración
Se presenta en forma de solución, en jeringas preparadas o en frascos para administrar una vez por semana por vía subcutánea.